# Phare du cap Cépet
Pour les articles homonymes, voir Cépet.
L'actuel phare du cap Cépet a été reconstruit à 155 m du précédent, au sud-est de la presqu'île de Saint-Mandrier. C'est une tour carrée en béton supportant une passerelle et corps de logis de 14 m de hauteur.
Le déplacement du phare, hors du terrain de l'arsenal de Toulon, est effectué pour faciliter la construction du château du porte-avions nucléaire Charles de Gaulle.
L'électrification date de 1950. Il a été automatisé en 1975

## Historique
Le premier phare a été mis en service en 1855. C'était un feu blanc fixe à éclat/5 s sur une tourelle carrée de 11 m sur un corps de logis. Son élévation était de 59 m au-dessus de la mer. Il fut détruit en 1944. 
Le second phare fut reconstruit en 1950 au même endroit, selon les plans des architectes marseillais Georges Meyer-Heine et André-Pierre Hardy. C'était un feu à éclat/15 s sur une tourelle carrée de 14,6 m de hauteur surmontant un bâtiment à section rectangulaire et de forme étagée en maçonnerie. 
L'ancienne optique du phare se trouve au Musée de la Marine de Toulon. L'ancien bâtiment remis en état par la marine nationale est conservé comme amer.